# Buduma (Volk)

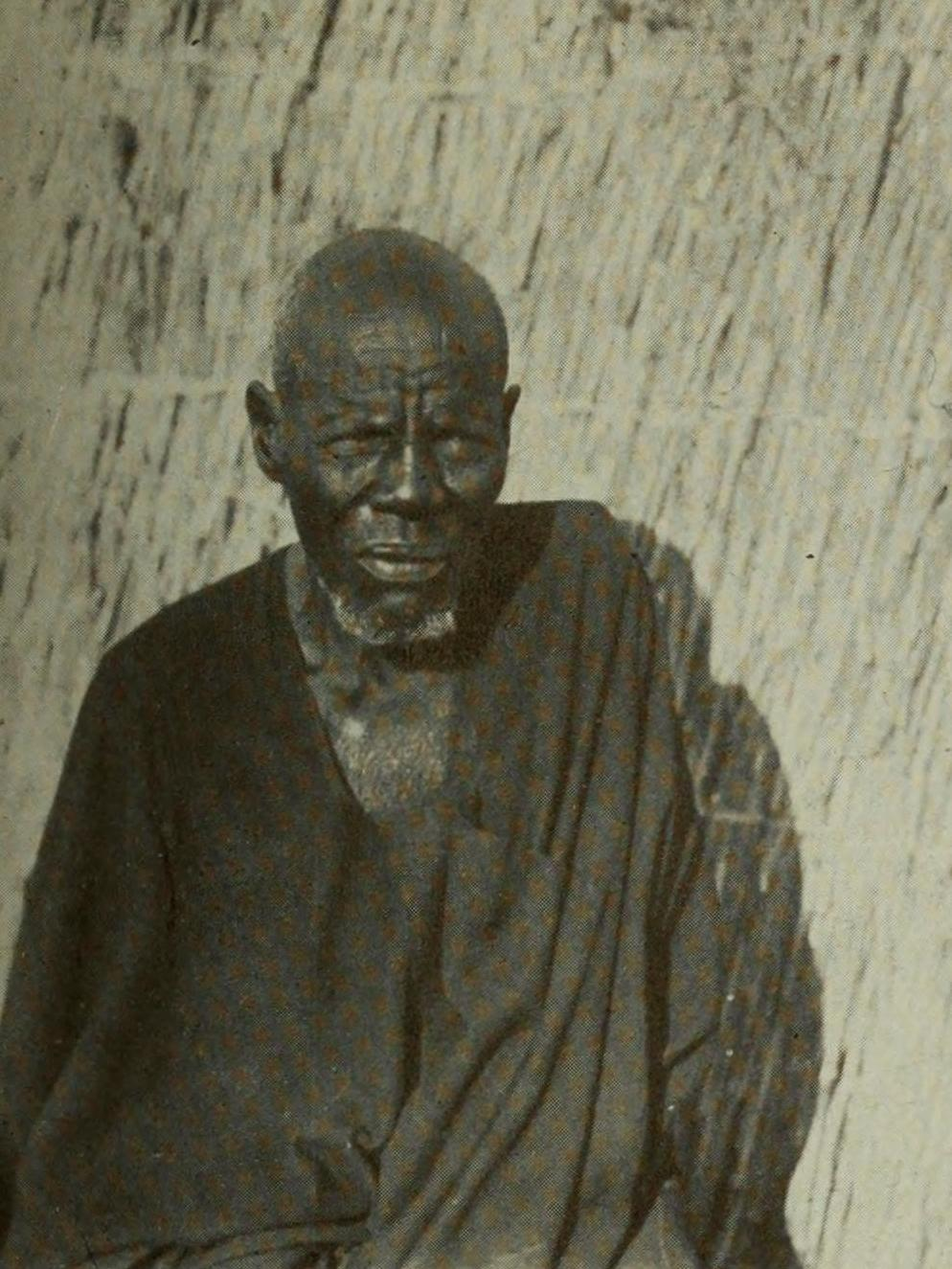
Ein Buduma-Mann (1913)

Die Buduma, auch Boudouma, Eigenbezeichnung Yedina, sind eine Ethnie am Tschadsee in Westafrika.
Sie leben auf den Inseln und an den Ufern des Sees, dessen Anrainerstaaten Kamerun, Niger, Nigeria und Tschad sind. Ihre Sprache heißt ebenfalls Buduma und wird von etwa 54.800 Personen gesprochen.

## Geschichte
Der Name Buduma ist eine Fremdbezeichnung aus der Sprache Kanuri. Dort bedeutet budu „Gras“, -ma ist ein Nomen Agentis. Buduma heißt wörtlich übersetzt also „Gras-Leute“ oder „Gras-Menschen“. Dies entspricht der Überlieferung der Buduma, der zufolge sie von Rige abstammen, einem Kanuri-Mann, der sich in den Sümpfen des Tschadsees vor seinem älteren Bruder Mai Ali verbarg. Rige begegnete dort den Sao, die ihn mit einer Frau namens Sado Saoram verheirateten. Aus dieser Kanuri-Sao-Verbindung ging Bulu hervor, dessen Kinder die Ahnen der Buduma sind.
Bis ins 19. Jahrhundert lebten die Buduma an der Peripherie des Staats Kanem-Bornu, dem es nicht gelang, die vollständige Kontrolle über den Tschadsee zu erlangen. Die Buduma unternahmen Plünderungen nach Kanem-Bornu, zudem bemühten sich beide Seiten um die Aufrechterhaltung von Handelsbeziehungen. Zu Beginn der französischen Kolonialzeit ab 1900 gab es andauernde Kämpfe zwischen Buduma, Kanembu und Tuareg, wobei ganze Dörfer entsiedelt wurden. Als Buduma französische Militärposten in Tschad angriffen, okkupierten die Franzosen 1905 die von ihnen bewohnten Tschadsee-Inseln. Der direkten Herrschaft der Franzosen in den vom Ort Bol aus verwalteten Buduma-Gebieten waren wegen Infrastruktur- und Personalmangels merkliche Grenzen gesetzt. Während des Zweiten Weltkriegs war überhaupt kein Franzose vor Ort. Erst die verkehrstechnische Erschließung des Tschadsees ab 1950 stellte schließlich die Unterstellung der Buduma unter die staatliche Verwaltung sicher.

## Soziales

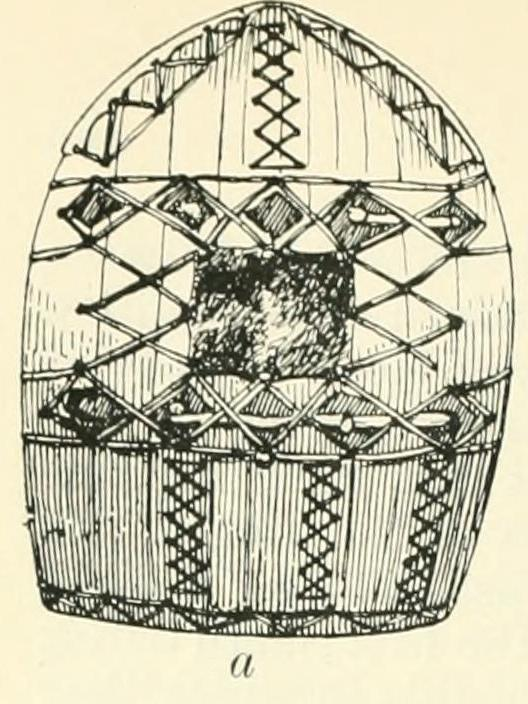
Zeichnung eines hölzernen Schilds der Buduma (1910)

Die Buduma sind in etwa 24 Klans organisiert. Die bedeutendsten Klans im Gebiet des Archipelago des Tschadsees sind die Klans der Budja, Maibula, Dalla, Maiwadja, Guria, Kelea, Orsogana und Marengana. Ein gewähltes Klanoberhaupt wird als Mai angesprochen. Darüber hinaus ist die Ethnie nicht gemeinschaftlich organisiert. Als Religionen sind der Islam und traditionelle Religionen üblich. Die Vielehe ist verbreitet, Ehepartner wohnen in der Regel virilokal. Wirtschaftlich ist bei den Buduma vor allem die transhumante Rinderhaltung von Bedeutung, daneben werden Fischerei, Ackerbau und Handel praktiziert sowie Transport-Dienstleistungen mit Pirogen und Schilfbooten angeboten. Die Buduma sind besonders bekannt für ihre Kuri-Rinder, einer Unterart des taurinen Rindes, die bei beiden Geschlechtern ungewöhnlich große, teils zwiebelförmige Hörner haben. Die Schilfboote der Buduma werden in ihrer Sprache kadai genannt. Die Buduma gelten als versierte Bootsbauer, so nutzte der Norweger Thor Heyerdahl diese Kenntnisse und das Wissen dreier Buduma-Schilfbootbauer, namentlich Omar, Mussa und Abdullah, bei der Konstruktion und dem Bau der Ra I, die im Jahr 1969 etwa 5000 km über den Atlantischen Ozean segelte.